# Diane Hielscher
Diane Hielscher (* 6. Juli 1979 in West-Berlin) ist eine deutsche Hörfunkmoderatorin, Podcasterin, Journalistin und  Kommunikations-Coach.

## Leben und Wirken
Ihre Ausbildung machte Hielscher bei BB Radio in Potsdam. Anschließend wechselte sie zu Radio Hamburg, wo sie später den Vormittag moderierte. Danach verbrachte sie einige Monate im Ausland, wo sie Praktika bei verschiedenen Medien machte, darunter Radio la Paz in Costa Rica und die Rundschau in Uljanowsk, Russland.
Im Jahr 2008 gewann sie den Peter-Boenisch-Journalistenpreis für ihren Blog „Via Moskau“, den sie während ihrer Reise durch Russland schrieb. Zwei Jahre später veröffentlichte sie ihr erstes Buch Warum Russland? Eine popliterarische Reise.
Hielscher machte Nachrichtensendungen bei Fritz vom rbb und ging von dort zu Motor FM. Mittlerweile heißt der Sender Flux FM. Dort arbeitete sie neun Jahre lang als Morgenmoderatorin. Dafür wurde sie 2014 als beste deutsche Moderatorin ausgezeichnet.
Nach einer Zwischenstation bei Puls vom BR, wo sie mit dem Rapper und Moderator Roger Rekless zusammen eine Abendsendung moderierte, war sie von 2016 bis Ende 2023 eine der Morgenstimmen von Deutschlandfunk Nova. Seitdem moderiert sie im Nachmittagsprogramm.
Im Jahr 2020 konzipierte und moderierte sie ihren ersten eigenen Podcast Kopf über Herz bei Audible. Es folgten die Deutschlandfunk Nova Podcasts Achtsam (2020) mit Main Huong Nguyen und „Hielscher oder Haase“ (2021) mit Till Haase. Außerdem gründete sie in diesem Jahr das LifeXLab, ein Medienmagazin für Inspiration und Lebensentfaltung.
Auf Spotify ist sie regelmäßig als Co-Sprecherin der Podcast-Serien „Sekten & Kulte – Im Namen des Bösen“, seit November 2019 zusammen mit Sebastian Kaufmane, und „Serienkiller – Mörder und ihre Geschichten“, seit Oktober 2020 zusammen mit Marc Augustat, zu hören.
Diane Hielscher wurde in Berlin-Wedding geboren und lebt jetzt in Berlin-Neukölln.

## Auszeichnungen
- 2014: Deutscher Radiopreis. Beste Moderatorin[12]

## Schriften
- Diane Hielscher: Warum Russland? Eine popliterarische Reise. Edition PaperONE, Leipzig 2010, ISBN 978-3-941134-57-7.
- Diane Hielscher: Liebe neu denken: dem Geheimnis glücklicher Beziehungen auf der Spur. Knaur, München 2022, ISBN 978-3-426-28608-1.

## Podcast
- 2018: Worte machen
- seit 2019: Sekten und Kulte
- seit 2020: Achtsam
- seit 2020: Serienkiller
- seit 2021: Mach dich glücklich!
- 2021 bis 2023: Hielscher oder Haase
- seit 2023: Inner Change mit Diane Hielscher